# Попов, Григорий Андреевич
Григорий Андреевич Попов (25 ноября 1887, Октёмский наслег, Западно-Кангаласский улус, Якутская область — 1942, Караганда) — советский историк и краевед, педагог. Автор ряда научных работ и учебных пособий по истории Якутии.

## Биография
Родился 25 ноября 1887 году Октёмском наслеге Западно-Кангаласского улуса Якутской области в семье священника из русских старожилов. В совершенстве владел якутским языком.
В 1917 году окончил Казанскую духовную академию со степенью кандидата богословия.
В 1917—1927 годы преподавал историю. Инициатор исторического образования в Якутии: с 1922 года он первый преподаватель краеведения в школах и средних специальных учебных заведениях Якутска.
В 1927—1928 годы — заведующий научным отделом, инспектор научных учреждений Наркомпросздрава.
В 1928—1929 году — заведующий областным краеведческим музеем.
В 1930—1933 годы — архивист Центрального архивного управления ЯАССР.
В 1933—1934 годы — сотрудник Якутского отдела Арктического института.
В 1934—1935 годы — научный сотрудник Якутского территориального управления ГУСМП и зав. краеведческим отделом республиканской библиотеки.
в 1936 году он приглашён для чтения лекций по курсу истории Якутии в Якутский Педагогический Институт.
В 1937 году — научный сотрудник Института языка и культуры при СНК ЯАССР.
В 1937 году подвергся репрессиям, осуждён в 1938 году к 5 годам заключения и высылке.
В августе 1940 году был отправлен этапом в Караганду, где скончался в 1942 году.
Реабилитирован посмертно в 1956 году.

## Сочинения
основные публикации
- Якутские князцы и Екатерина II. // «К изучению Якутии». Якутск, 1922, вып. I.
- Очерки по истории Якутии. Якутск. 1924.
- Якутский край (природа ЯАССР), Якутск, 1925, вып. I.
- Якутский край (население и народы ЯАССР). Якутск, 1926, вып. II.
- Якуты в XVIII в. // Сб. трудов научно-исследовательского общества «Саха кэскилэ», Якутск, 1925, вып. I.
- Программы и инструкции по собиранию образцов народного творчества. // Там же.
- Народности Севера Якутии в XVIII в. // Сб. трудов научно-исследовательского общества «Саха кэскилэ», Якутск, 1926, вып. III.
- Расселение якутов в XVII и XVIII вв. (с картой) // Известия Якутского отдела госуд. русск. географического общества. 1928, вып. III.
- Омоки. // Северная Азия. 1928, № 2.
- Омоки. // Сб. трудов исслед. общества «Саха кэскилэ», вып. V. Якутск, 1928.

неопубликованные работы
- Этнография и география Якутской области.
- Очерк истории Якутии.
- Обзор Якутского края.
- Из быта якутов в XVII в.
- Якуты и их быт к моменту прихода в край русских.
- Происхождение якутов и их прародина.
- Ранний общественно-экономический строй у якутов.
- Краткое описание маршрутов и порядок кочевания туземцев.
- Материалы по расселению туземцев Якутии в XVII-XVIII вв.
- Одулы Якутского севера в прошлом.
- Миссионерство в Якутском крае.